# Tengerentúli Franciaország
A tengerentúli Franciaország (franciául France d'outre-mer) az európai kontinensen kívüli  francia közigazgatású területeket jelöli. Ezek különböző jogi státuszú és az autonómia különböző fokaival rendelkező területek, noha mindegyik rendelkezik képviselettel a nemzetgyűlésben és a szenátusban (a francia parlament két házában). Lakosaik francia állampolgársággal rendelkeznek, és így részt vehetnek az elnökválasztásokon és az európai parlamenti választásokon. (Utóbbin a tengerentúli területek külön választókerületet képeznek.) A tengerentúli Franciaországhoz több atlanti-, csendes- és indiai-óceáni sziget tartozik, a dél-amerikai kontinensen Francia Guyana, számos Antarktisz-közeli sziget, és egy terület magán az Antarktiszon.
Csaknem valamennyi Európán kívüli, lakott francia közigazgatású terület tengerentúli régió vagy tengerentúli közösség státuszú. E két státusz jogilag és közigazgatási szempontok szerint is lényegesen különbözik egymástól. A tengerentúli régiók státusza azonos az európai Franciaország régióiéhoz. A francia alkotmány szerint a francia törvények és rendelkezések (a polgári és a bünteté törvénykönyv, a közigazgatási szociális és adózási jogok stb.) általában ugyanúgy érvényesek a tengeren túl, mint az európai régiókban, bár lehetnek a helyi igényeknek megfelelő eltérések. A tengerentúli régiókban nem lehet ezektől eltérni, a tengerentúli területeknek azonban jogában áll saját törvényeket hozni, kivéve bizonyos témákban (mint a honvédelem, a nemzetközi kapcsolok, a külkereskedelm, a fizetőeszköz, illetve a törvénykezés és a közigazgatás szabályozása). A tengerentúli területeket saját választott testületeik igazgatják. A francia kormány egyik tagja, a tengerentúli Franciaország minisztere felelős a tengerentúli területekért. Új-Kaledónia se nem tengerentúli régió, se nem tengerentúli közösség. A nouméai egyezség alapján sui generis (egyedi) státuszú.

A területeket a Nemzetgyűlésben összesen 27 küldött, a Szenátusban összesen 21 szenátor képviseli.

## Területek listája

### A tengerentúli régiók
| Zászló         | Név            | Főváros        | Népesség (fő) | Szárazföldi terület (km2) | Népsűrűség (fő/km2) | Küldöttek | Szenátorok | Elhelyezkedés                   | Leírás |
| -------------- | -------------- | -------------- | ------------- | ------------------------- | ------------------- | --------- | ---------- | ------------------------------- | --- |
| guadeloupe     | Guadeloupe     | Basse-Terre    | 400.201       | 1.628                     | 246                 | 4         | 3          | Karib-térség                    | 1946 óta |
| Francia Guyana | Francia Guyana | Cayenne        | 294.071       | 3.521                     | 3,5                 | 2         | 2          | Dél-Amerika                     | 1946 óta |
| Martinique     | Martinique     | Fort-de-France | 375.053       | 1.128                     | 354                 | 4         | 2          | Karib-térség                    | 1946 óta |
| Mayotte        | Mayotte        | Mamoudzou      | 288.926       | 374                       | 773                 | 2         | 2          | Mozambik-csatorna, Indiai-óceán | 1976–2003: sui generis tengerentúli terület; 2001–2003: kijelölt megyei közösség; 2003–2011: tengerentúli közösség. A 2009-es mayotte-i státusznépszavazáson alapján 2011. március 31-től tengerentúli régió. Igényt tart rá a Comore-szigetek. |
| Réunion        | Réunion        | Saint Denis    | 858.450       | 2.504                     | 343                 | 7         | 4          | Indiai-óceán                    | 1946 óta |

### A tengerentúli közösségek
A tengerentúli közösségek (franciául collectivités d'outre-mer) fogalmát a 2003. március 28-ai alkotmányreform hozta létre. Minden egyes tengerentúli közösségnek saját általános törvényei vannak.
| Zászló                   | Név                      | Főváros      | Népesség (fő) | Szárazföldi terület (km2) | Népsűrűség (fő/km2) | Küldöttek | Szenátorok | Elhelyezkedés                    | Leírás |
| ------------------------ | ------------------------ | ------------ | ------------- | ------------------------- | ------------------- | --------- | ---------- | -------------------------------- | --- |
| Francia Polinézia        | Francia Polinézia        | Papeete      | 278.434       | 3.521                     | 79                  | 3         | 2          | Polinézia, Csendes-óceán         | 1946–2003: tengerentúli terület, 2003 óta tengerentúli közösség                                                                                                  |
| Saint-Barthélemy         | Saint-Barthélemy         | Gustavia     | 9.961         | 25                        | 398                 | 1 (közös) | 1          | Karib-térség                     | 2003-ban St. Martin és St. Barthélemy szavazói úgy döntöttek, hogy a két sziget szakadjon el Guadeloupe-től, és váljanak önálló francia tengerentúli közösséggé. |
| Saint-Martin             | Saint-Martin             | Marigot      | 34.065        | 53                        | 640                 | 1 (közös) | 1          | Karib-térség                     | 2003-ban St. Martin és St. Barthélemy szavazói úgy döntöttek, hogy a két sziget szakadjon el Guadeloupe-től, és váljanak önálló francia tengerentúli közösséggé. |
| Saint-Pierre és Miquelon | Saint-Pierre és Miquelon | Saint-Pierre | 6.008         | 242                       | 25                  | 1         | 1          | Szent Lőrinc-öböl, Atlanti-óceán | 1976–85: tengerentúli megye, 1985–2003: sui generis tengerentúli terület, 2003 óta: tengerentúli közösség                                                        |
| Wallis és Futuna         | Wallis és Futuna         | Mata-Utu     | 11.558        | 142                       | 81                  | 1         | 1          | Polinézia, Csendes-óceán         | |

### Tengerentúli területek
Ma az egyetlen tengerentúli terület a francia déli és antarktiszi területek ('franciául 'Terres Australes et Antarctiques Françaises, rövidítve TAAF), mely 1955-ben jött létre. A 2007. február 21-ei 2007-224-es törvény szerint a vitatott fennhatóságú Indiai-óceáni francia szigetek a TAAF 5. kerületét képezik.
| Zászló                                | Név                                   | Kerület                         | Sziget            | Főváros                  | Népesség (fő) | Szárazföldi terület (km2) | Elhelyezkedés                   | Leírás                                          |
| ------------------------------------- | ------------------------------------- | ------------------------------- | ----------------- | ------------------------ | ------------- | ------------------------- | ------------------------------- | ----------------------------------------------- |
| Francia déli és antarktiszi területek | Francia déli és antarktiszi területek | Adélie                          | –                 | Dumont d'Urville Station | Lakatlan      | 432.000                   | Antarktisz                      | El nem ismert területi igény                    |
| Francia déli és antarktiszi területek | Francia déli és antarktiszi területek | Crozet-szigetek                 | –                 | Alfred Faure             | Lakatlan      | 340                       | Indiai-óceán                    |                                                 |
| Francia déli és antarktiszi területek | Francia déli és antarktiszi területek | Kerguelen-szigetek              | –                 | Port-aux-Français        | Lakatlan      | 7.215                     | Indiai-óceán                    | Nyáron 110, télen 45 kutató tartózkodik itt     |
| Francia déli és antarktiszi területek | Francia déli és antarktiszi területek | Saint-Paul és Amszterdam-sziget | –                 | Martin-de-Viviès         | Lakatlan      | 66                        | Indiai-óceán                    |                                                 |
| Francia déli és antarktiszi területek | Francia déli és antarktiszi területek | Indiai-óceáni francia szigetek  | Bassas da India   | –                        | Lakatlan      | 1                         | Mozambik-csatorna, Indiai-óceán | Igényt tart rá Madagszkár                       |
| Francia déli és antarktiszi területek | Francia déli és antarktiszi területek | Indiai-óceáni francia szigetek  | Európa-sziget     | –                        | Lakatlan      | 30                        | Mozambik-csatorna, Indiai-óceán | Igényt tart rá Madagszkár                       |
| Francia déli és antarktiszi területek | Francia déli és antarktiszi területek | Indiai-óceáni francia szigetek  | Glorioso-szigetek | –                        | Lakatlan      | 7                         | Indiai-óceán                    | Igényt tart rá a Comore-szigetek és Madagaszkár |
| Francia déli és antarktiszi területek | Francia déli és antarktiszi területek | Indiai-óceáni francia szigetek  | Juan de Nova      | –                        | Lakatlan      | 5                         | Mozambik-csatorna, Indiai-óceán | Igényt tart rá Madagaszkár                      |
| Francia déli és antarktiszi területek | Francia déli és antarktiszi területek | Indiai-óceáni francia szigetek  | Tromelin-sziget   | –                        | Lakatlan      | 1                         | Indiai-óceán                    | Igényt tart rá Mauritius                        |

### Különleges státuszú területek
| Státusz              | Zászló            | Név               | Főváros | Népesség (fő) | Szárazföldi terület (km2) | Népsűrűség (fő/km2) | Küldöttek | Szenátorok | Elhelyezkedés                     | Leírás |
| -------------------- | ----------------- | ----------------- | ------- | ------------- | ------------------------- | ------------------- | --------- | ---------- | --------------------------------- | --- |
| Sui generis közösség | Új-Kaledónia      | Új-Kaledónia      | Nouméa  | 271.407       | 18.575,5                  | 14,6                | 2         | 2          | Melanézia, Csendes-óceán          | 1946-tól a tengerentúli területek közé sorolták be. Az 1998-as nouméai egyezség alapján azonban 1999-ben különleges státuszt (statut particulier vagy statut original) kapott. Létrehozták az új-kaledón állampolgárságot, miközben párhuzamosan az itt élők megtarthatták francia, és ebből eredően EU-s, állampolgárságukat is. Megkezdődött a hatalmi jogok átadása is Új-Kaledóniának, és ez a folyamat 15-20 évet vesz igénybe. 2018-ban, 2020-ban és 2021-ben népszavazást tartottak a terület függetlenedéséről, lakói Franciaország mellett döntöttek. |
|                      | Clipperton-sziget | Clipperton-sziget | –       | 0             | 2                         | 0                   | –         | –          | Csendes-óceán, Mexikótól nyugatra | A francia kormány közvetlen rendelkezése alá tartozik, felelőse a tengerentúli Franciaország minisztériuma. |

## Fordítás
Ez a szócikk részben vagy egészben  az   Overseas France című angol Wikipédia-szócikk ezen változatának fordításán alapul.  Az eredeti cikk szerkesztőit annak laptörténete sorolja fel. Ez a jelzés csupán a megfogalmazás eredetét és a szerzői jogokat jelzi, nem szolgál a cikkben szereplő információk forrásmegjelöléseként.